# Nogajci
Nogajci (nogajski: Ногайлар, Noğaylar) turkijski su narod iz Sjevernog Kavkaza. U Rusiji, većina njih živi u sjevernom Dagestanu, Stavropoljskom kraju, Karačajevo-Čerkeziji i Astrahanskoj oblasti. Također žive u Dobrudži (Bugarska i Rumunjska), Turskoj, Kazahstanu i Ukrajini. Govore nogajskim jezikom. Imali su vlastitu državu zvana Nogajska Horda.